# 인조인간 17호
인조인간 17호(人造人間17号)는 토리야마 아키라의 만화 드래곤볼 애니메이션의 등장 인물이다.

## 행적
성우
- 일본 : 나카하라 시게루
- 대한민국 : 이재범(대원방송), 김영선(투니버스)

인조인간 편에서 16호, 18와 함께 등장한다. 사내 아이의 모습을 하고 있으며, 역시 그리 나쁜 마음을 가지지는 않았다. 셀과의 싸움에서 셀에게 흡수되고, 셀게임에서 셀의 자폭으로 인해 박살이 난다.  그 후, 드래곤볼로 다시 부활하며, 평범한 지구인으로 살아간다. 작가의 인터뷰에 따르면 왕립자연공원의 동물보호관으로 일하며, 그곳에서 만난 여성 동물학자와 결혼했다는 것이다. 본명은 라피스.